# Crazy Woman Creek
Der Crazy Woman Creek ist ein 161 km langer, linker Nebenfluss des Powder River im Nordosten des US-Bundesstaates Wyoming.

## Verlauf
Der Crazy Woman Creek entsteht durch den Zusammenfluss von North Fork Crazy Woman Creek und South Fork Crazy Woman Creek in der als Red Hills bezeichneten Hügelkette östlich der Bighorn Mountains im zentralen Johnson County im Nordosten Wyomings, etwa 30 km südlich von Buffalo auf einer Höhe von 1407 m. Von dort fließt er in nordöstliche Richtung und verläuft in stark mäandrierendem Verlauf durch das Powder River Basin. Der Fluss unterquert die Interstate 90, erhält mit dem Dry Creek von links seinen längsten Nebenfluss und mündet nach knapp 161 km im nordöstlichen Johnson County auf einer Höhe von 1141 m in den Powder River.

## Hydrologie
Der Crazy Woman Creek ist als Nebenfluss des Powder Rivers Teil des Einzugsgebietes des Yellowstone Rivers, der sich über den Missouri und den Mississippi in den Golf von Mexiko entwässert. Das Einzugsgebiet des Crazy Woman Creek umfasst ein Areal von etwa 2500 km² und grenzt an die Einzugsgebiete von Clear Creek im Norden und Westen, North Fork Powder River im Südwesten sowie Ninemile Creek und Powder River im Osten. Der Fluss entwässert große Teile der östlichen Bighorn Mountains sowie des östlich davon gelegenen Powder River Country. Der Abfluss am Pegel Arvada beträgt 1,13 m³/s, die größten Abflüsse finden sich in den Monaten Mai und Juni.

## Geschichte
Über die Herkunft des Namens Crazy Woman gibt es verschiedene Legenden. Während der Indianerkriege wurden am Crazy Woman Creek mehrere Kämpfe abgehalten. Auch der Johnson County War fand zu Teilen am Crazy Woman Creek statt.
Der Bozeman Trail überquerte den Crazy Woman Creek am sogenannten Crazy Woman Crossing. Diese Stelle bot den Reisenden gute Möglichkeiten zum Zelten, Weiden und Trinken und wurde daher häufig genutzt. Dementsprechend häufig kam es hier zu Angriffen auf die Reisenden durch die Sioux und Cheyenne. Die bedeutendste derartige Konfrontation ereignete sich am 20. Juli 1866, als eine Gruppe Sioux eine kleine Abteilung Soldaten angriff, die auf dem Weg nach Fort Phil Kearny waren. Während die Schlacht noch andauerte, traf eine Kavalleriekolonne des Forts unter der Führung von Captain David Jordan und Jim Bridger ein, um die Gruppe zu retten. Zwei Soldaten kamen dabei ums Leben. Der Standort des Crazy Woman Crossing ist heute in das National Register of Historic Places eingetragen.

## Belege
1. 1 2 3 4 5  Crazy Woman Creek. In: Geographic Names Information System. United States Geological Survey, United States Department of the Interior (englisch).
2. ↑  USGS 06316500 CRAZY WOMAN CREEK NEAR ARVADA, WY. Abgerufen am 27. September 2024.
3. 1 2  The Legend of Crazy Woman Creek. 24. September 2012, archiviert vom Original am 24. September 2012; abgerufen am 27. September 2024.  Info: Der Archivlink wurde automatisch eingesetzt und noch nicht geprüft. Bitte prüfe Original- und Archivlink gemäß Anleitung und entferne dann diesen Hinweis.